# بل (عملة)
| عملة 50 بُل أفغاني (1980) | عملة 50 بُل أفغاني (1980)                                                                     |
| --- | -------------------------------------------------------------------------------------------- |
| |                                                                                              |
| الوجه: شعار أفغانستان (1980). الاسم الرسمي للبلد في الأعلى: "دافغانستان دموکراتيک جمهورے دولت" (دولة جمهورية أفغانستان الديمقراطية) وسنة "١٣٥٩" (حسب التقويم الأفغاني والذي يعادل 1980 ميلادية) . | الظهر: قيمة العملة (٥٠) محاطة بنجوم. والمكتوب: في الأعلى "پنحوس" والأسفل "پولى" أي خمسون بُل. |
| [ 1 ] |                                                                                              |

عملة بُل (بالبشتوية: پول)، (بالفارسية: پل) هي عملة تمثل 1/100 من عملة الأفغاني الأفغانية.
هذه العملة حاليا ملغاة من التداول.
إن كلمة پول بالفارسية معناها مال أو عملة.
كانت الروبية الأفغانية العملة الرسمية في أفغانستان حتى عام 1925، وكانت تنقسم إلى 60 بيسة، وبدورها البيسة تنقسم إلى 10 دنانير.
وفي عام 1923، صدرت عملة الأفغاني، كانت عملات البُل الواحدة من النحاس وتزن غراما واحدة بينما عملات 10 بُل وزنها 6 غرامات.